# Het Harry Potter Lexicon
Het Harry Potter Lexicon is een door een fan samengestelde encyclopedie van de beroemde Harry Potter-serie.

## Overzicht
Het Harry Potter Lexicon, ook bekend onder de afkorting HHPL, werd gecreëerd door de schoolbibliothecaris Steve Vander Ark.
Het boek bevat gedetailleerde informatie over alle zeven gepubliceerde Harry Potter boeken. Zo zijn onder andere alle personages, plaatsen, wezens, toverspreuken en magische voorwerpen onder de loep genomen, net zoals geanalyseerde magische theorieën en andere details.
Het Lexicon is ook bekend vanwege zijn tijdlijn over de wereld van Harry Potter, waarvan slechts weinig anderen bestaan. Eerder stelde ook Warner Bros een dergelijke tijdlijn samen voor de Harry Potter film DVD's. Deze tijdlijn werd door auteur J.K. Rowling zelf goedgekeurd.
Het Lexicon heeft onder andere de J.K. Rowling's Fan Site Award gewonnen.
In 2007 spande Rowling een rechtszaak aan tegen RDR Books voor de publicatie van Vander Ark's Lexicon in boekvorm. De rechtszaak vond plaats in New York op 14 april 2008 en besliste in het voordeel van RDR Books. Een gemodificeerde versie van het boek werd in november 2009 gepubliceerd.
Het boek werd zowel in het Engels, Nederlands, Spaans en Frans uitgebracht.

## Publicatie
In december 2008 werd een kleinere (en gemodificeerde) versie van Vander Ark's Lexicon goedgekeurd voor publicatie, waarna het onder de titel The Lexicon: An Unauthorized Guide to Harry Potter Fiction werd uitgebracht. Verschillende anderen hielpen mee aan dit project: Lisa Waite Bunker, John Kearns en Belinda Hobbs.